# Cyphosoma
Cyphosoma — род жуков-златок из подсемейства Chrysochroinae.

## Описание
Длина тела только в два раза больше своей ширины.

## Систематика
- †Cyphosoma askenasyi Heyden in Engelhardt & Kinkelin, 1908
- Cyphosoma euphraticum (Laporte & Gory, 1839)
- Cyphosoma lawsoniae (Chevrolat, 1838)
- Cyphosoma paganettii Obenberger, 1914
- Cyphosoma tataricum (Pallas, 1773)
- Cyphosoma turcomanicum (Kraatz in Heyden & Kraatz, 1883)
- Cyphosoma veselyi Obenberger, 1925